# ام‌اس نورماندی
ام‌اس نورماندی (به انگلیسی: MS Normandy) یک کشتی بود. این کشتی در سال ۱۹۸۱ در گوتنبرگ سوئد ساخته شد.